# Albatros C.III
Die Albatros C.III war ein zweisitziger Jagdaufklärer der Berliner Albatros Flugzeugwerke im Ersten Weltkrieg.

## Entwicklung
Die C.III war das meistgebaute zweisitzige Modell von Albatros und entsprach in ihrer Auslegung grundsätzlich dem Vorgänger Albatros C.I. Der Unterschied bestand in der angenäherten Flügelspannweite zwischen Ober- und Unterflügel, vor allem aber im neu entworfenen Leitwerk. Statt eckigen Leitwerksflächen führte man nunmehr abgerundete Formen ein. Als Bewaffnung verwendete man ein neben dem Motor angebrachtes synchronisiertes Spandau-Maschinengewehr, das vom Piloten bedient wurde. Ein zweites drehbares Parabellum-MG konnte vom Beobachter zur Verteidigung verwendet werden.
Die Lizenzfertigung der C.III erfolgte auch durch DFW, Hansa-Brandenburg, Linke-Hofmann, LVG und Siemens-Schuckert. Ein Teil der Maschinen wurde mit dem Motor Mercedes D III ausgeliefert.

## Einsatz
Die C.III erschien Ende 1915 an der Westfront und bewährte sich dort sehr gut als Jagdaufklärer. Ein zusätzliches Offensivmerkmal bestand in einem kleinen Bombenschacht zwischen den beiden Cockpits. Da jedoch leistungsfähige Bombenzielgeräte fehlten, brachte dies nur einen geringen taktischen Gewinn.
18 C.III wurden im August 1916 an die bulgarischen Streitkräfte geliefert. Die Maschinen wurden gemäß den Bedingungen des Versailler Vertrags auf Anordnung der Interalliierten Militär-Kontrollkommission (IMKK) 1920 zerstört. 1926–1927 baute die bulgarische DAR aus noch vorhandenen Teilen der zerstörten Maschinen zwei C.III unter der Bezeichnung DAR-2 zusammen. 1927 und 1928 baute die litauische Karo Aviacijos Dirbtuvės drei C.III.

## Technische Daten
| Kenngröße             | Daten                                                                                        |
| --------------------- | -------------------------------------------------------------------------------------------- |
| Besatzung             | 2                                                                                            |
| Länge                 | 8,00 m                                                                                       |
| Spannweite            | 11,69 m                                                                                      |
| Höhe                  | 3,07 m mit Benz-Motor 3,10 m mit Mercedes-Motor                                              |
| Flügelfläche          | 36,91 m²                                                                                     |
| Rüstmasse             | 851 kg                                                                                       |
| Zuladung              | 502 kg                                                                                       |
| Startmasse            | 1353 kg                                                                                      |
| Triebwerk             | ein Reihenmotor Benz Bz III, 150 PS (ca. 100 kW) oder ein Mercedes D III 160 PS (ca. 100 kW) |
| Höchstgeschwindigkeit | 140 km/h in Bodennähe 136 km/h in 1000 m Höhe                                                |
| Marschgeschwindigkeit | 120 km/h                                                                                     |
| Steigzeit             | 9 min auf 1000 m Höhe 22 min auf 2000 m Höhe                                                 |
| Dienstgipfelhöhe      | 3350 m                                                                                       |
| Reichweite            | 540 km                                                                                       |
| Flugdauer             | 4 h                                                                                          |
| Bewaffnung            | ein starres MG 7,92 mm ein bewegliches MG 7,92 mm                                            |
| Bombenlast            | 60 kg                                                                                        |